# Ђурђе Јосифовић
Ђурђе или Ђурађ Јосифовић (Панчево, 23. април 1868 — Београд, 1. април 1941) је био пешадијски бригадни генерал Војске Краљевине Југославије

## Биографија
Рођен је у Панчеву 1868. године од оца Петра и мајке Христине.
У Београду је завршио основну и средњу школу као и 21. класу Ниже школе Војне академије у периоду 1887—1891 и затим произведен у чин потпоручника. Усавршавао се у Штетину у Немачкој 1896. године. Чин капетана је добио 1901. године, чин пуковника јуна 1913. године, а пешадијског бригадног генерала октобра 1923. године.
Био је командант 2. батаљона 8. пешадијског пука у Београду од 1898. године, као и старешина класе на Војној академији од 1898. године. Од маја 1906. године био је ађутант краља Петра I Карађорђевића и командир чете Краљеве гарде Од октобра 1907. године био је командант Краљеве гарде. Са краљем Петром је 1910. путовао у посету руском цару у Петроград, затим у Цариград и у манастир Хиландар о чему је оставио записане белешке. Током Балканских ратова 1912. и 1913. године био је командант Гарде и в. д. ађутанта краља. У периоду после Другог балканког рат абио је командант 12. пешадијског пука у Скопљу, а потом ађутант краља.
Током Првог светског рата од августа 1914. до 1916. године био је командант 6. пешадијског пука Дринске дивизије 2. позива. Са овом јединицом је учествовао у биткама на Дрини и Колубари.
По доласку на острво Крф 1916. године дошло је до реорганизације Српске војске, па је група официра добила задатак да организује додбровољце у бробене јединице. Налазио се у овој групи официра и од августа 1916. је командовао 1. бригадом 1. српске добровољачке дизвизије у Русији. Ова јединица је учествовала у борбама у Добруџи. После Октобарске револуције дошао је са добровољцима на Солунски фронт. У јануару 1918. је постао командант 1. југословенске бригаде, док је у јесен исте године постављен за помоћника команданта Југословенске дивизије. Ова дивизија је запосела Косово и Метохију, Скадар и Боку которску. Од новембра 1918. године био је командант Команде ратне луке Бока которске.
Након демобилизације постављен је априла 1920. године за команданта Косовске дивизијске области у Приштини. За време краљевског венчања јуна 1922. године именован је за ађутанта краљице Марије Карађорђевић. Исте године постављен је за првог помоћника управника Војне академије у Београду. Пензионисан је 28. јуна 1927. године.
Носилац је више одликовања међу којима су српска Карађорђева звезда са мачевима четвртог реда, француска Легија части и руски Орден Свете Ане.
Био је ожењен Љубицом, ћерком почасног генерала Љубивоја Перишића. Имали су четворо деце. Био је дугогодишњи председник београдског „Гајрета“.
Преминуо је у Београду 1. априла 1941. године од срчаног удара.